# Honorius Grieninger
Honorius Grieninger OSB (* 31. Dezember 1741 in Immendingen; † 6. Februar 1809 in Kaufbeuren) war ein deutscher Benediktiner und der letzte Abt des Klosters Irsee.

## Leben
Honorius Grieninger stammte aus Baden. Er legte am 10. Oktober 1762 seine Ordensgelübde ab und wurde am 24. Juni 1766 zum Priester geweiht. Im Kloster war er Bibliothekar, Professor der Mathematik und Philosophie und zuletzt Prior, als er am 20. September 1784 zum Abt von Irsee gewählt wurde. Nach der Säkularisation lebte er noch einige Zeit im Kloster, zog aber 1805 nach Kaufbeuren, wo er 1809 starb und von Abt Rupert Ehrmann vom Kloster Isny begraben wurde.